# Карл Теодор Баварский (1839)
Карл Теодор Баварский (нем. Carl Theodor in Bayern; 9 августа 1839, Поссенхофен, Верхняя Бавария — 30 ноября 1909, Кройт, Королевство Бавария) — герцог (не правящий принц) Баварский, представитель боковой ветви правящей династии Виттельсбахов.

## Биография
Сын герцога Максимилиана Иосифа и Людовики Баварской, брат императрицы Сисси. Стал наследным герцогом в 1860 году после того, как его старший брат Людвиг Вильгельм вступил в морганатический брак с актрисой Генриеттой Мендель.
В 1865 году Карл Теодор женился на своей кузине Софии, принцессе Саксонской (1845—1867), дочери короля Иоганна I. У супругов родилась дочь:
- Амалия (1865—1912), супруга Вильгельма, 2-го герцога Ураха.

Был офицером баварской армии, участвовал в сражениях Австро-Прусской (1866) и Франко-прусской (1870) войн.
Учился в Мюнхенском университете, где изучал философию, право, экономику и медицину. Среди его учителей были физик Филипп Жолли и химик Юстус Либих. В 1872 году он получил от университета звание почетного доктора медицины. Затем Карл Теодор продолжил своё образование, изучая офтальмологию в Вене и Цюрихе. Опечаленный смертью своей жены и войнами, он, к неудовольствию своей семьи, покинул армию и стал доктором, а через некоторое время и успешным окулистом.
В 1874 году Карл Теодор вступил во второй брак с Марией Жозефой, инфантой Португальской (1857—1943), дочерью свергнутого короля Мигеля. В этом браке родились:
- София (1875—1957), супруга графа Ганса фон Тёрринг-Йеттенбаха;
- Елизавета (1876—1965), супруга короля Бельгии Альберта I;
- Мария Габриэлла (1878—1912), супруга Рупрехта, кронпринца Баварии;
- Людвиг Вильгельм (1884—1968);
- Франц Иосиф (1888—1912).

В 1877 году он начал врачебную практику. В 1880 году открыл глазную клинику в своем дворце, а в 1895 году — в Мюнхене. Его жена часто помогала ему в качестве ассистентки.
Карл Теодор умер 30 ноября 1909 года в Кройте, Бавария.